# Конопниця (Північна Македонія)
Коно́пниця (мак. Конопница) — село у Північній Македонії, входить до складу общини Крива Паланка Північно-Східного регіону.
Населення — 1398 осіб (перепис 2002) в 445 господарствах.